# Carlota, Princesa Real
Carlota Augusta Matilde (em inglês: Charlotte Augusta Matilda; Londres, 29 de setembro de 1766 — Ludwigsburg, 5 de outubro de 1828) foi esposa de Frederico de Württemberg e Duquesa Consorte de Württemberg de 1797 até 1803, quando o ducado foi elevado para eleitorado, seguindo como Eleitora Consorte de Württemberg até 1806, quando foi elevado a reino, sendo Rainha Consorte de Württemberg até sua morte em 1828. Nascida uma princesa britânica, era a filha mais velha do rei Jorge III do Reino Unido e da rainha Carlota de Meclemburgo-Strelitz.

## Início de vida

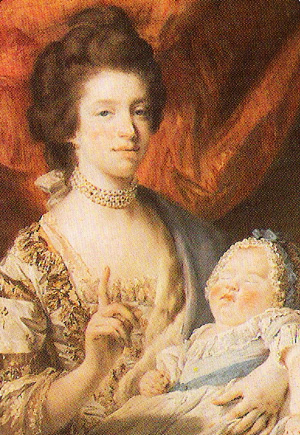
A Princesa Real com a mãe Rainha Carlota, por Francis Cotes, 1767

Nascida na Casa de Buckingham, Carlota foi a quarta filha de Jorge III do Reino Unido e sua esposa Carlota de Meclemburgo-Strelitz. Ela foi batizada no Palácio de St. James pelo Arcebispo de Canterbury, Thomas Secker; seu padrinho e madrinhas eram seu tio e tias paternas, Cristiano VII da Dinamarca e a esposa Carolina Matilde (representados pelo duque de Portland e a condessa-viúva de Effingham) e a princesa Luísa, respectivamente.
Carlota foi oficialmente designada "Princesa Real" em 22 de junho de 1789.[carece de fontes?]
Embora fosse a filha mais velha, Carlota era constantemente comparada à sua irmã Augusta Sofia, que era apenas dois anos mais nova que ela. Quando Augusta tinha um mês de idade, Lady Mary Coke a chamou de "a criança mais linda que já vi", enquanto Carlota era "muito sem graça". Ao emitir o mesmo julgamento três anos depois, Carlota era agora "a criança mais sensível que já vi, mas, na minha opinião, tudo menos bonita", enquanto Augusta ainda era "bastante bonita". Carlota teve a sorte de ter pais que preferiam passar tempo com seus muitos filhos e levavam sua educação a sério. Carlota era a favorita de sua mãe, com quem era fisicamente parecida. No entanto, dada a frequência com que os seus irmãos nasciam e os problemas que assolavam o reinado de Jorge III, a infância de Carlota não foi tão feliz como os seus pais tinham planeado.
Assim como os seus irmãos, a Princesa Real foi educada por tutores e passou a maior parte da sua infância na Casa de Buckingham, no Palácio de Kew e no Castelo de Windsor.

## Casamento

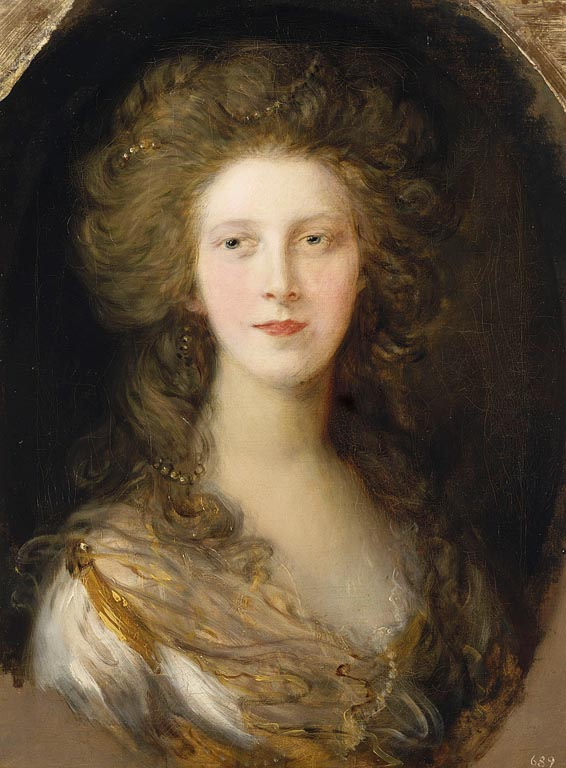
Carlota, Princesa Real, por Thomas Gainsborough, 1782

Em 18 de Maio de 1797, com trinta anos de idade, a princesa real casou-se com o príncipe hereditário de Württemberg, Frederico, filho mais velho do herdeiro aparente, o duque Frederico II Eugénio de Württemberg, e da sua esposa, Sofia Doroteia de Brandemburgo-Schwedt. A cerimónia realizou-se no Palácio de St. James.
Frederico sucedeu ao seu pai como duque reinante de Württemberg a 22 de Dezembro de 1797. O duque Frederico II já tinha dois filhos e duas filhas do seu primeiro casamento com a prima directa de Carlota, a princesa Augusta de Brunsvique-Volfembutel, filha da irmã mais velha do rei Jorge III, a princesa Augusta Carlota de Gales. No ano seguinte, em 27 de Abril de 1798, Carlota dá à luz uma menina morta - chamada Paulina - e a dificuldade do parto a deixa incapaz de engravidar novamente.

## Rainha de Württemberg
Em 1800, o exército francês ocupou Württemberg, obrigando o duque e a duquesa fugir para Viena. No ano seguinte, Frederico concluiu um tratado privado, cedendo Montbéliard à França, recebendo Ellwanger in troca dois anos depois. Frederico recebeu o título de príncipe-eleitor de Württemberg a 25 de Fevereiro de 1803. Em troca de fornecer uma força auxiliar a França, Napoleão reconheceu-o como rei de Württemberg a 26 de Dezembro de 1805. Carlota tornou-se rainha quando o seu marido ascendeu formalmente ao trono a 1 de Janeiro de 1806 e foi coroada no mesmo dia em Estugarda, Alemanha.
Württemberg separou-se do Sacro Império Romano e juntou-se à breve Confederação do Reno. Contudo, a aliança do novo rei com a França, tornava-o tecnicamente no inimigo do seu sogro, Jorge III do Reino Unido. Este, zangado com a subida ao trono do seu genro e com o seu papel como um dos mais devotos seguidores de Napoleão, renegou-o a ele, bem como a sua própria filha, passando a dirigir-se a ela como “Rainha de Württemberg” em correspondência. Em 1813, o rei Frederico trocou de lado e juntou-se aos Aliados, onde o seu estatuto como cunhado do príncipe regente (mais tarde rei Jorge IV do Reino Unido) o ajudou a ganhar posição. Após a queda de Napoleão, Frederico participou no Congresso de Viena e foi confirmado como Rei. Morreu em Outubro de 1816.

## Últimos anos

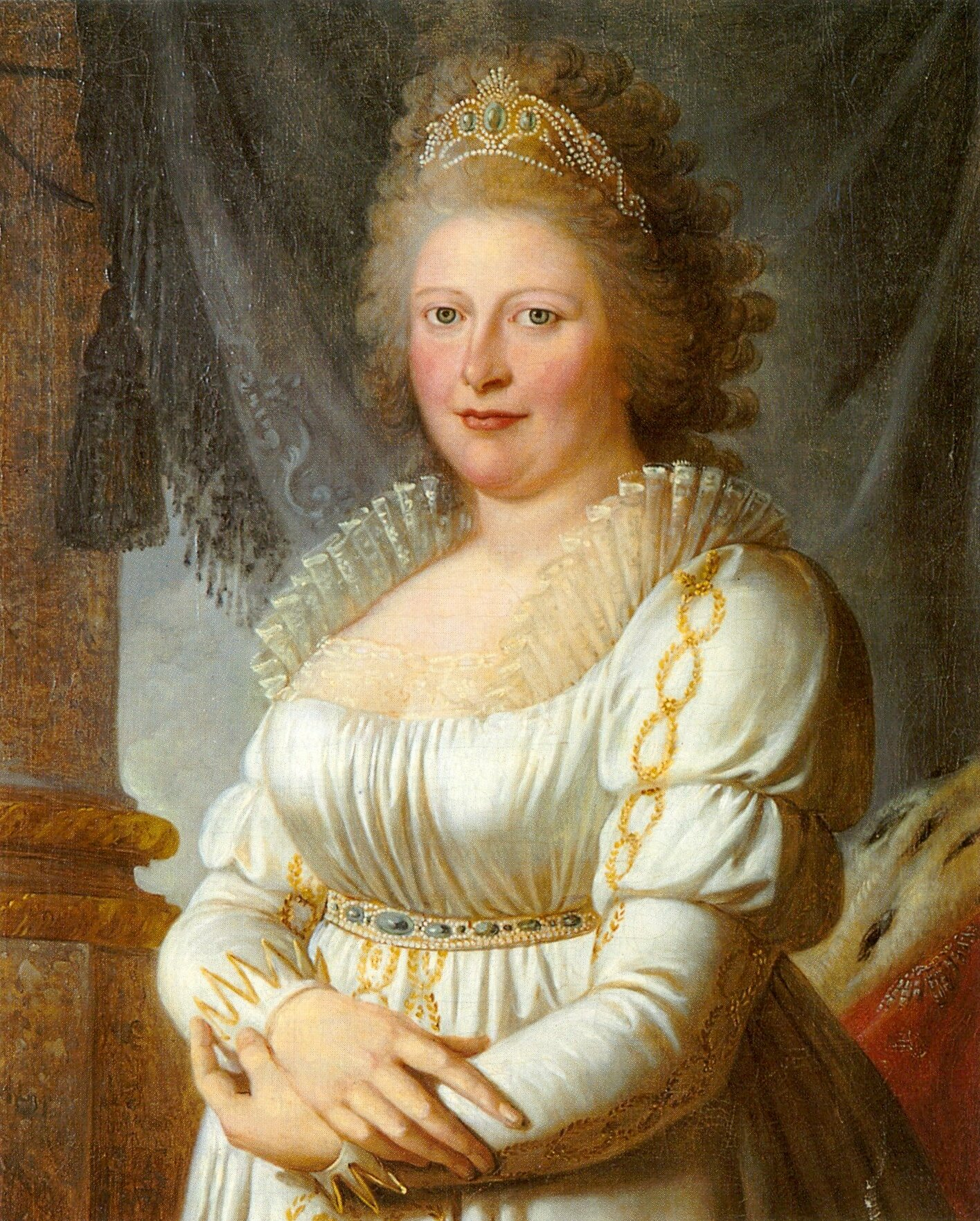
Carlota

A rainha viúva de Württemberg continuou a viver no Palácio de Ludwigsburg em Estugarda onde recebeu a visita dos seus irmãos mais novos, o duque de Kent, o duque de Sussex, o duque de Cambridge, a çagravina de Hesse-Homburg e a princesa Augusta Sofia. Foi também uma madrinha no baptizado da sua sobrinha, a princesa Vitória de Kent (a futura rainha Vitória do Reino Unido) em 1819. Em 1827, regressou a Inglaterra pela primeira vez desde o seu casamento em 1797, para ser operada a um edema.
Morreu no Palácio de Ludwigsburg no ano seguinte e encontra-se sepultada no mesmo.

## Títulos, estilos, honras e escudo de armas

### Títulos e estilos
- 29 de Setembro de 1766 – 22 de Junho de 1789: Sua Alteza Real, a Princesa Carlota
- 22 de Junho de 1789 – 18 de Maio de 1797: Sua Alteza Real, a Princesa Real
  - Em uso prático desde o nascimento em Outubro de 1766
- 18 de Maio de 1797 – 22 de Dezembro de 1797: Sua Alteza Real, a Princesa Herdeira de Württemberg
- 22 de Dezembro de 1797 – 25 de Fevereiro de 1803: Sua Alteza Real, a Duquesa de Württemberg
- 25 de Fevereiro de 1803 – 1 de Janeiro de 1806: Sua Alteza Real, a Eleitora de Württemberg
- 1 de Janeiro de 1806 – 30 de Outubro de 1816: Sua Majestade, a Rainha de Württemberg
- 30 de Outubro de 1816 – 5 de Outubro de 1828: Sua Majestade, a Rainha Viúva Carlota de Württemberg

### Escudo de armas
Como filha de um soberano, Carlota usava o escudo de armas do reino, diferenciado por um brasão de três pontos. O do centro ostenta uma rosa e os outros dois uma cruz.